# 湾湖站
湾湖站位于中华人民共和国湖北省武汉市汉南区武汉经济技术开发区，是武汉地铁16号线的地铁车站。

## 车站构造
湾湖站位于马影河大道与学院路交叉口西侧，沿东西向马影河大道敷设。车站北侧为武汉铁路桥梁职业学院，南侧为中共武汉开发区工委汉南区委党校，西南侧为居民小区，东南侧为商业。车站主体长约155.2m，标准段宽度为23.1m，主体建筑高度约为19.9米。车站附属用房长约50.4m，宽度约为25.2m，高度为20.5m。设置四个出入口。

### 车站出口
|                                                 |            |      |  |
| 出口編號                                        | 設施       | 照片 |  |
| A                                               | （未开放） |      |  |
| B₁                                              |            |      |  |
| B₂                                              |            |      |  |
| C                                               |            |      |  |
| D                                               | （未开放） |      |  |
| 注： 設有升降機 \| 設有輪椅升降台 \| 設有洗手間 |            |      |  |

## 邻近地区
湖北国土资源职业学院、武汉铁路桥梁职业学院。

### 内部链接
- 武汉地铁车站列表